# Lotus 33
Chronologie des modèles (1964-1965-1966-1967)
Lotus 25 Lotus 43
La Lotus 33 est une monoplace de Formule 1 du constructeur britannique Lotus Cars, qui a couru entre 1964 et 1967. Elle a permis à Jim Clark de remporter le championnat 1965 avec six victoires.

## Conception
Cette monoplace est une évolution de la Lotus 25, championne du monde en 1963. Son empattement est allongé et sa suspension adaptée. Les roues utilisent des jantes plus larges mais au diamètre plus petit pour monter les nouveaux pneus Dunlop. Le moteur est le V8 Coventry Climax à 4 arbres à cames en tête et échappements bas. Elle est conçue avec le même type de châssis-coque que celui de la type 25 qui révolutionna la Formule 1 en 1962.

## En piste

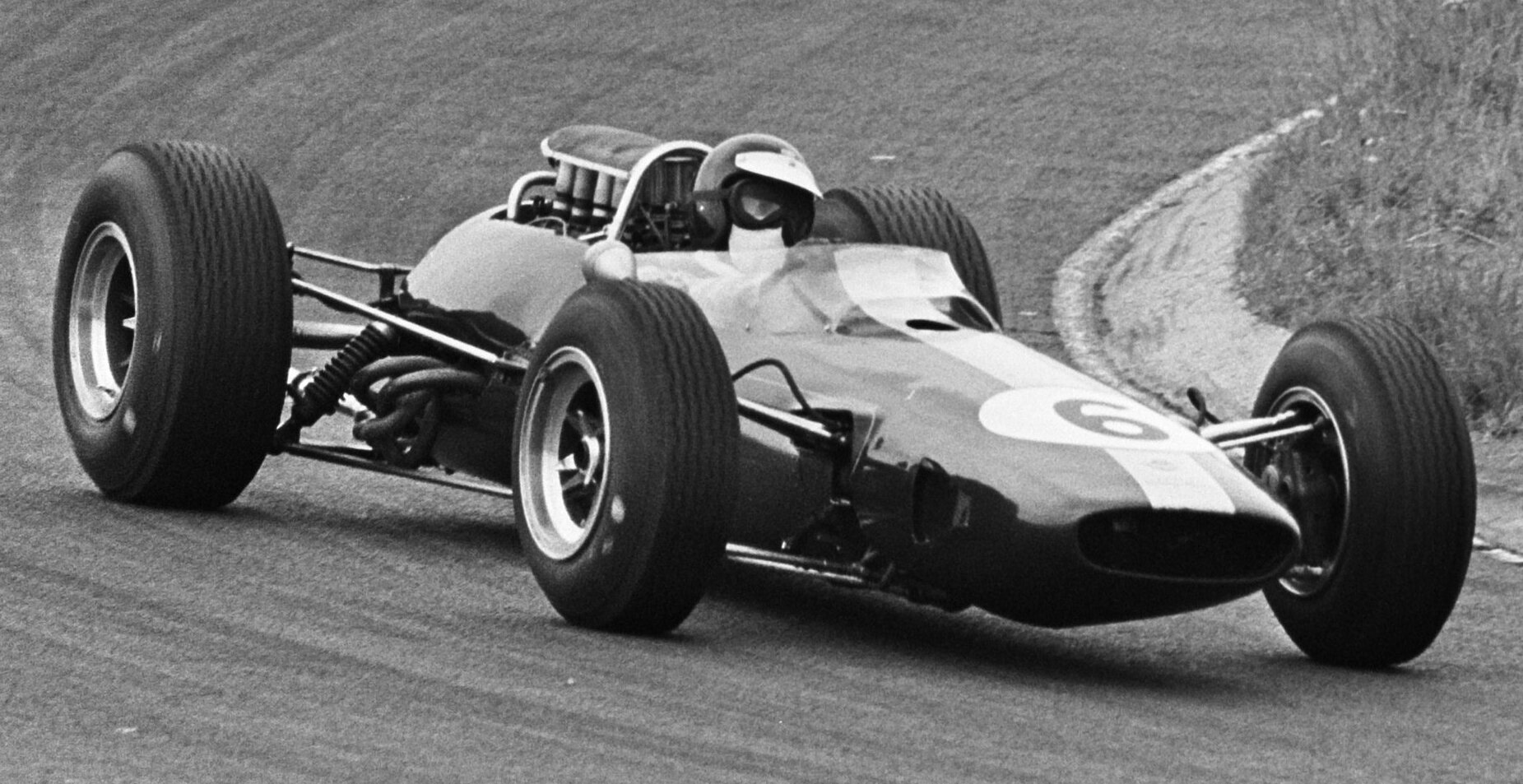
La Lotus 33 de Jim Clark en 1965.

La 33 poursuit la carrière victorieuse entamée avec la 25 et apparaît lors du troisième Grand Prix de la saison 1964, à Spa en Belgique. À ce moment-là, Jim Clark lui préfère encore la 25 qui reste plus efficace en course. L'écurie compte consacrer la saison à la mise au point de la nouvelle 33 et à partir du Grand Prix d'Allemagne au Nurburgring, seules les types 33 sont utilisées. Jim Clark et Lotus se classent 3e respectivement au championnat pilote et au championnat constructeur.
L'année 1965 récompense le travail effectué, les titres constructeur et pilote sont remportés avec 6 victoires et autant de poles et de meilleurs tours.
Le championnat suivant est plus morne, la réglementation ayant validé la présence de moteurs de 3 litres et Coventry Climax ayant annoncé son intention de ne plus concevoir de nouveaux moteurs à la suite de l'échec du 16 cylindres à plat FWMW. Les Lotus 33, handicapées par leurs moteurs réalésés de 2 litres trop petits, ne connaissent pas le succès cette année. La transition avec la Lotus 43 et son moteur H16 fut un véritable échec. En 1967, la monoplace n'est de sortie que pour le second Grand-Prix à Monaco et est remplacée par la  Lotus 49 dès la course suivante.

## Sous d'autres cieux, la Lotus 33T et Lotus 39
Jim Clark utilisa une version dérivée de la 33, la 33T, pour les courses de Formule Tasmane en Australie. Une autre voiture, la Lotus 39, était un dérivé hybride de la 33 (elle portait le numéro de châssis 33/R12). Conçue au départ pour un moteur de 1 500 cm3 16 cylindres FWMW qui ne fut jamais produit, elle fut remotorisée avec l'ancien Coventry Climax FPF de  2 500 cm3 et eu beaucoup de succès avec Jim Clark qui gagna de nombreuses courses et finit troisième de la série tasmane en 1966.